# ناهید کاشی‌چی
ناهید کاشی‌چی مترجم و دانش‌آموختهٔ زبان و ادبیات روسی است.

## زندگی
ناهید کاشی‌چی فرزند محمود کاشی‌چی، مؤسس انتشارات گوتنبرگ است. وی در سن ۱۵سالگی همزمان با کار در انتشارات پدر، زبان روسی را در انجمن روابط فرهنگی ایران - شوروی آموخت و بعدها از مدرسه عالی ترجمه فارغ‌التحصیل شد. وی پیش از این مجموعه آثار چخوف همچون «باغ آلبالو»، «مرغ دریایی»، «سه خواهر»، «ایوانف»، «خرس»، دایی وانیا و... را به فارسی ترجمه کرده‌است. این کتاب‌ها برای چندمین‌بار بازچاپ شده‌اند.
== آثار ==الكساندر پوشكين

## بعضی از ترجمه های او
- مجموعه آثار چخوف ۸ (نامه‌ها ۱)، آنتوان پاولوویچ چخوف،انتشارات توس، ۱۳۸۹
- مجموعه آثار چخوف ۹(نامه‌ها ۲)، آنتوان پاولوویچ چخوف،انتشارات توس، ۱۳۸۹
- ایوانف، نویسنده: آنتوان پاولوویچ چخوف،انتشارات جوانه توس،۱۳۹۲
- داستان‌های الکساندر پوشکین، انتشارات جوانه توس، ۱۳۹۳
- دایی وانیا، آنتوان پاولوویچ چخوف،انتشارات جوانه توس، ۱۳۹۳
- سه نمایشنامه (خرس،خواستگاری،تاتیانا رپینا)، آنتوان پاولوویچ چخوف،انتشارات جوانه توس، ۱۳۹۳